# 10747 Köthen
10747 Köthen là một tiểu hành tinh vành đai chính với chu kỳ quỹ đạo là 1222.8545399 ngày (3.35 năm).
Nó được phát hiện ngày 1 tháng 2 năm 1989.